# Chris Milligan
Christopher Milligan (nacido el 14 de junio de 1988) es un actor australiano. De 2008 a 2022 interpretó a Kyle Canning en la telenovela Neighbors. Inicialmente comenzó como miembro recurrente del elenco, hasta que fue ascendido al elenco regular en 2011. Dejó el programa en 2016 pero regresó en 2019 hasta abril de 2022. Luego regresó nuevamente para los episodios finales del programa en julio de 2022. Milligan también interpretó el papel principal de David en el programa de fantasía sobrenatural Dead Gorgeous y apareció como invitado en Rush , The Pacific , Winners & Losers y  Arrow. Apareció en la película de terror The Gallows: Act II y repitió su papel de Neighbors después de una ausencia de tres años.

## Biografía
Chris es estudiante en Melbourne's Film & Television Studio International.
Es muy buen amigo de los actores Gemma Pranita y Jordan Patrick Smith.
Desde noviembre de 2012 sale con la actriz Jenna Rosenow.

## Carrera
El 26 de noviembre de 2008 obtuvo su primer papel en la televisión cuando se unió al elenco principal de la aclamada serie australiana Neighbours en donde interpretó a Kyle Canning, hasta el 8 de abril de 2016, después de que su personaje decidiera mudarse a Alemania para estar junto a su esposa Georgia Brooks, quien había obtenido un trabajo ahí. El 2 de abril del 2019 regresó a la serie como personaje principal y desde entonces aparece.
En 2009 obtuvo un pequeño papel en la serie policíaca Rush donde interpretó a un estudiante en el episodio "Don't Use Crossbows", en noviembre de 2010 volvió a aparecer como invitado en la serie, esta vez interpretando al Soldado Gregory Rainer, quien ayuda al equipo a saber la verdad acerca del pasado de un soldado quien mantiene secuestrado a una compañera de la milicia quien se encuentra herida y a Christian, un oficial de policía.
En 2010 apareció en la miniserie The Pacific y en la serie cómica Dead Gorgeous donde interpretó a David.

## Filmografía

### Series de televisión
| Año                          | Título           | Personaje              | Notas                                |
| ---------------------------- | ---------------- | ---------------------- | ------------------------------------ |
| 2008 - 2016, 2019 - presente | Neighbours       | Kyle Canning           | 1,405 episodios                      |
| 2011                         | Winners & Losers | Liam McMahon           | episodio "Those People in the Paper" |
| 2010                         | Rush             | Soldado Gregory Rainer | episodio "Don't Be Taken Hostage"    |
| 2010                         | The Pacific      | -                      | 10 episodios                         |
| 2010                         | Dead Gorgeous    | David                  | 13 episodios                         |
| 2018                         | Arrow            | Jason Stent            | Episodio: "Recluso 4587"             |

### Películas
| Año  | Título              | Personaje   | Notas                                               |
| ---- | ------------------- | ----------- | --------------------------------------------------- |
| 2011 | Overture            | Danny       | corto - junto a Natasha Cunningham & Steven Fleming |
| 2014 | Kerion              | Orik        |                                                     |
| 2019 | The Gallows: Act II | Cade Parker |                                                     |

### Teatro
| Año  | Obra             | Personaje | Director (a)    | Teatro | Notas                                                   |
| ---- | ---------------- | --------- | --------------- | ------ | ------------------------------------------------------- |
| 2010 | MelBorn          | -         | Glenda Linscott | -      | junto a Mike Bishop, Dominic Buckham & Elaine McDonnell |
| 2010 | Love Your Poison | -         | Glenda Linscott | -      | junto a Mike Bishop, Dominic Buckham & Elaine McDonnell |